# Ezekiel Alebua
Ezekiel Alebua (Avuavu, Islas Salomón británicas, julio de 1947 - Haimatua, Islas Salomón, 7 de agosto de 2022) fue un político salomonense.

## Carrera política
Fue primer ministro del país desde el 1 de diciembre de 1986 hasta el 28 de marzo de 1989. También ocupó el cargo de ministro de Relaciones Exteriores desde 1981 a 1982. Fue el premier de la provincia de Guadalcanal desde 1998 a 2003, enfrentándose a parte de la población por no apoyar los movimientos independentistas de la provincia. Sufrió un intento de asesinato el 1 de junio de 2001. Durante la década de los ochenta fue miembro del conservador Partido Unido de las Islas Salomón.